# Cotkytle
Cotkytle (německy Zottkittl, Zackiecel, Zottküttel) je obec rozkládající se v okrese Ústí nad Orlicí po obou stranách historické česko-moravské zemské hranice. V obci, včetně jejích částí, žije 382 obyvatel. Obec je členem sdružení Lanškrounsko a Mikroregion Severo-Lanškrounsko. Sousedními obcemi sídla jsou Štíty, Drozdov, Horní Heřmanice, Horní Čermná, Tatenice, Strážná a Albrechtice.

## Název
Německé Zottkittel znamená chlupatá halena. Původně šlo o výstražný název místa u obchodní cesty, kde hrozilo nebezpečí přepadení nebo loupeže.

## Historie
První písemná zmínka o vesnici pochází z roku 1350.

## Obecní správa a politika
Správu nad obcí vykonává obecní zastupitelstvo v čele se starostou. Je voleno v komunálních volbách na čtyři roky a má 9 členů. 

### Správní území
Obec leží v Pardubickém kraji s 451 obcemi v okrese Ústí nad Orlicí s 115 obcemi, má status obce s rozšířenou působností a obce s pověřeným obecním úřadem je součástí správního obvodu Lanškroun s 22 obcemi. Skládá se s 3 katastrálního území a 4 části obce, leží po obou stranách česko-moravské zemské hranice.

#### Členění obce
Obec se člení na tři katastrální území se čtyřmi místními částmi (zároveň ZSJ):
- k. ú. Cotkytle (zahrnuje místní části Cotkytle a Janoušov)
- k. ú. Herbortice
- k. ú. Mezilesí u Lanškrouna (jako místní část pod názvem Mezilesí)

Z nich patří k Moravě pouze katastrální území Cotkytle, které však zahrnuje asi dvě třetiny území obce; zatímco k Čechám náleží Herbortice a Mezilesí.

### Obecní symboly
- Vlajka – Čtvrcený list. Horní žerďové pole je bílé s červeným srdcem a třemi kvetoucími modrými květy se žlutými středy na zelených stoncích. Dolní žerďové pole je modré, horní vlající pole je zelené a dolní vlající pole je bílé. Poměr šířky k délce listu je 2:3.[7]
- Znak – Čtvrcený štít, v prvním stříbrném poli je červené srdce kvetoucí třemi modrými květy se zlatými středy na zelených stoncích, ve druhém zeleném poli je zlatý květ mezi vztyčenou kosou bez kosiště a doleva obrácenou radlicí, obojí stříbrné, ve třetím modrém poli je na zeleném trojvrší zlatý rozdvojený pahýl stromu se dvěma svěšenými listy, ve čtvrtém stříbrném poli je červený heroldský kříž.[7]

## Doprava
Obcí prochází silnice I/43 a silnice II/368.

## Služby
Nachází se zde základní a mateřská škola s jídelnou a družinou, prodejna potravin, pošta, kostel, hřbitov, autoservis, hospoda. V obci je zaveden plynovod, vodovod, elektrická energie a kanalizace. Je zajištěn pravidelný svoz odpadu.

## Pamětihodnosti
- kostel svatého Jana Nepomuckého
- přírodní rezervace V Dole

## Osobnosti
Anna Maria (1723 Cotkytle – 1807 Gnadau), sedmnáct let pracovala jako misionářka moravské církve v Surinamu. Roku 1767 byla v Herrnhutu ordinována na diakonku. Pocházela z evangelické rodiny, kvůli této zakázané víře bylo 28 osob z jejího příbuzenstva v rekatolizované zemi vězněno. Otec byl vězněn dvakrát, matka byla z vězení propuštěna kvůli malým dětem. Rodina ze země uprchla v roce 1731, při útěku byla zadržena její šestiletá sestra Marie Elisabeth s bratrancem. Pro Marii Elisabeth se otec Michael (1696–1753 Gnadenfrei) vrátil na podzim roku 1732, ale dědeček kvůli emigraci svěřeného dítěte zemřel ve vězení. 

## Galerie

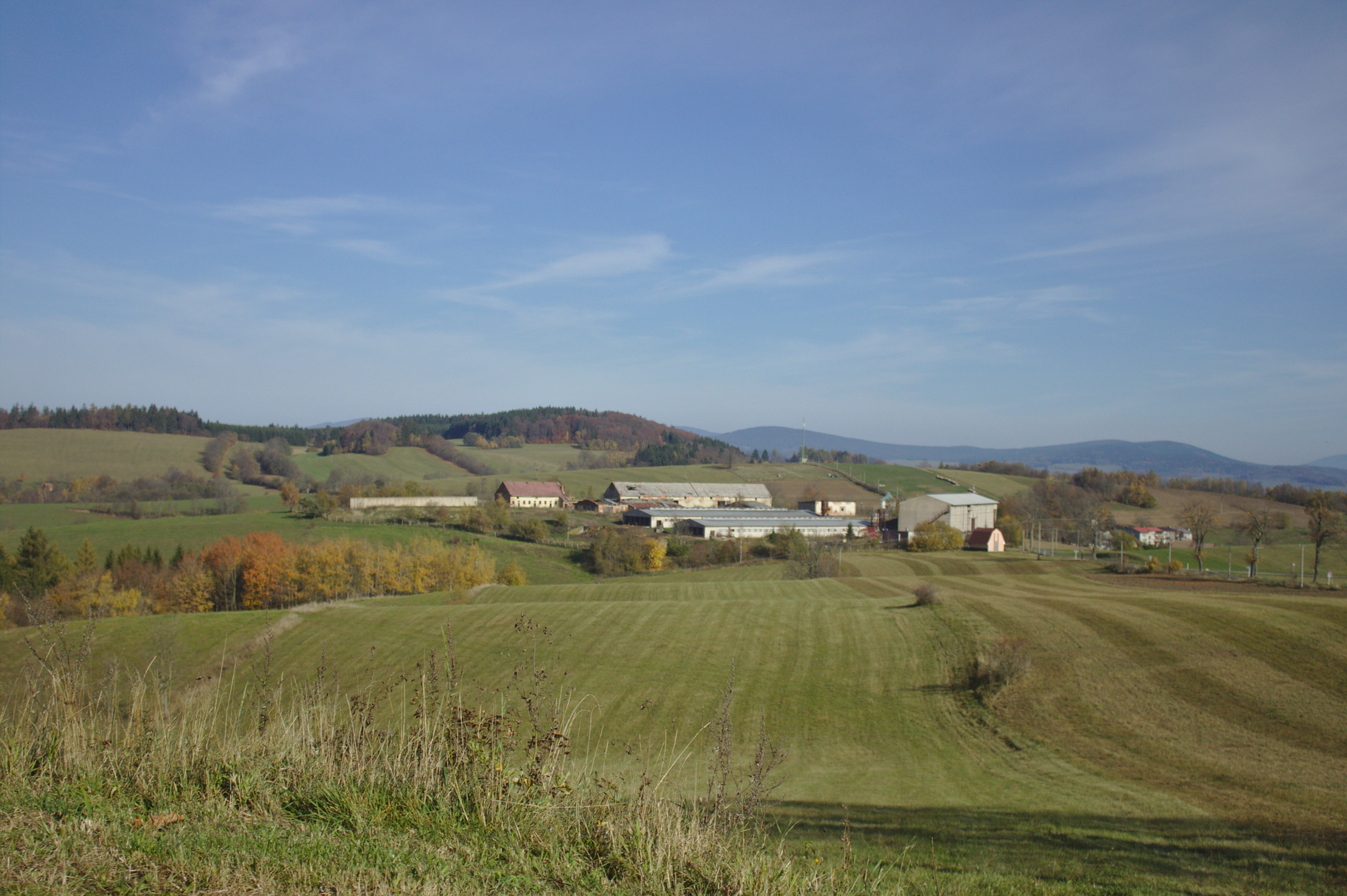
Zemědělský areál
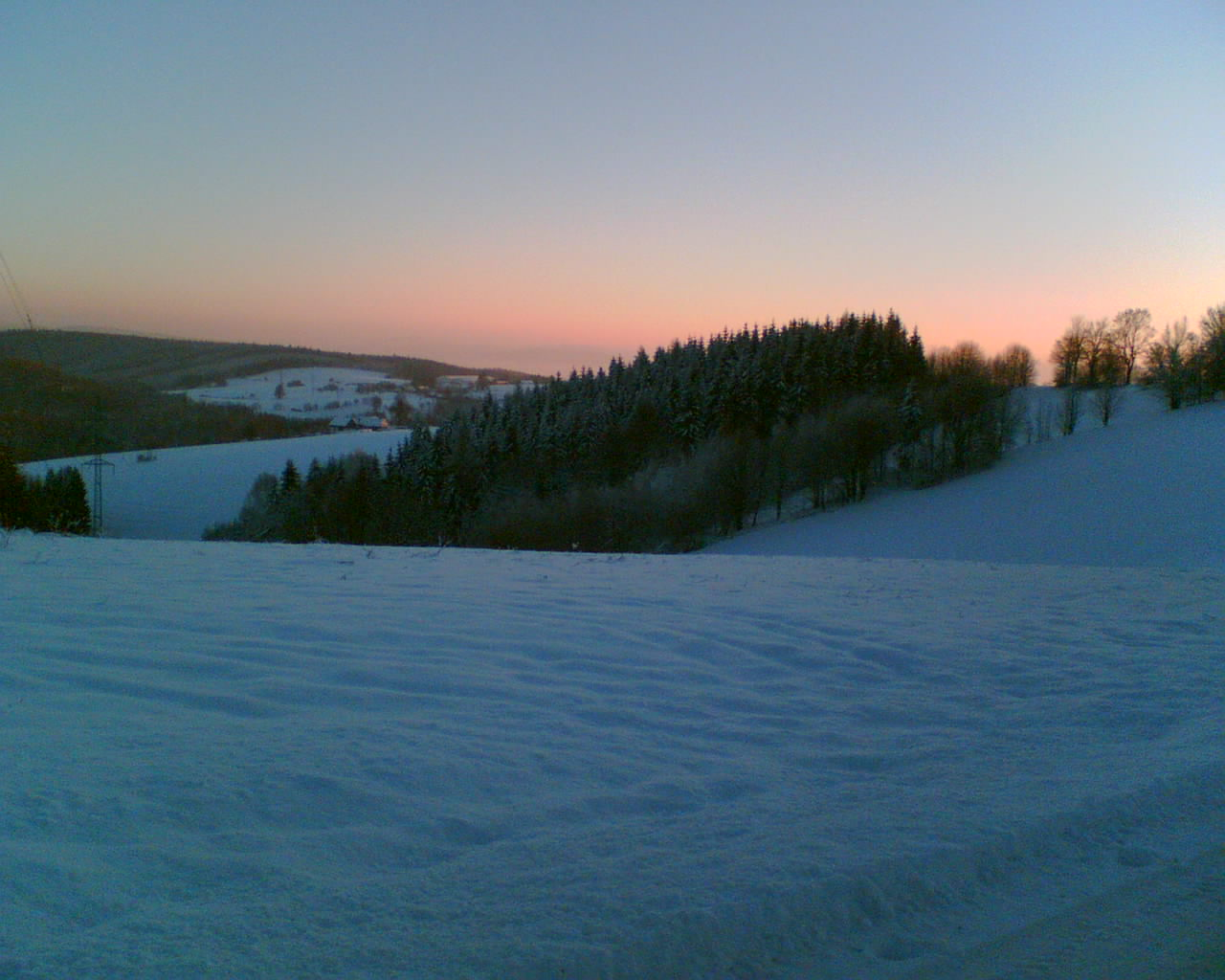
Okolí vesnice
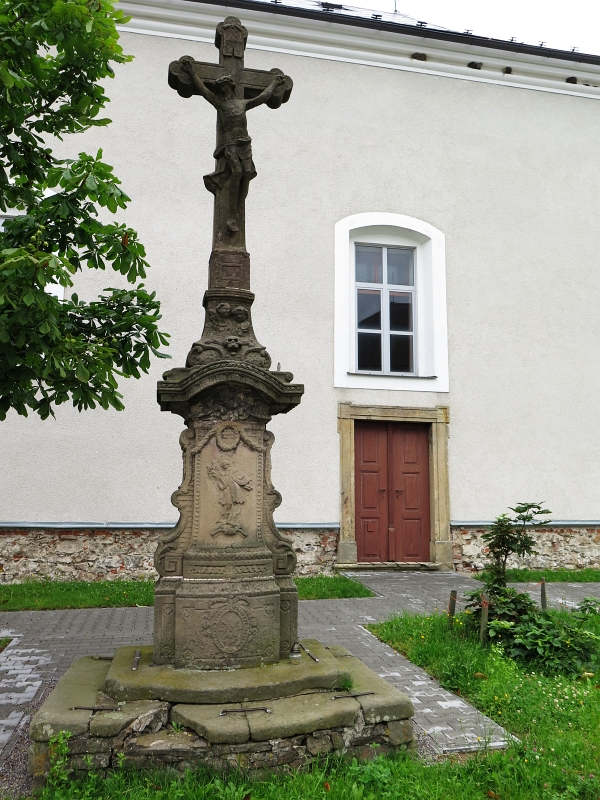
Kříž před kostelem
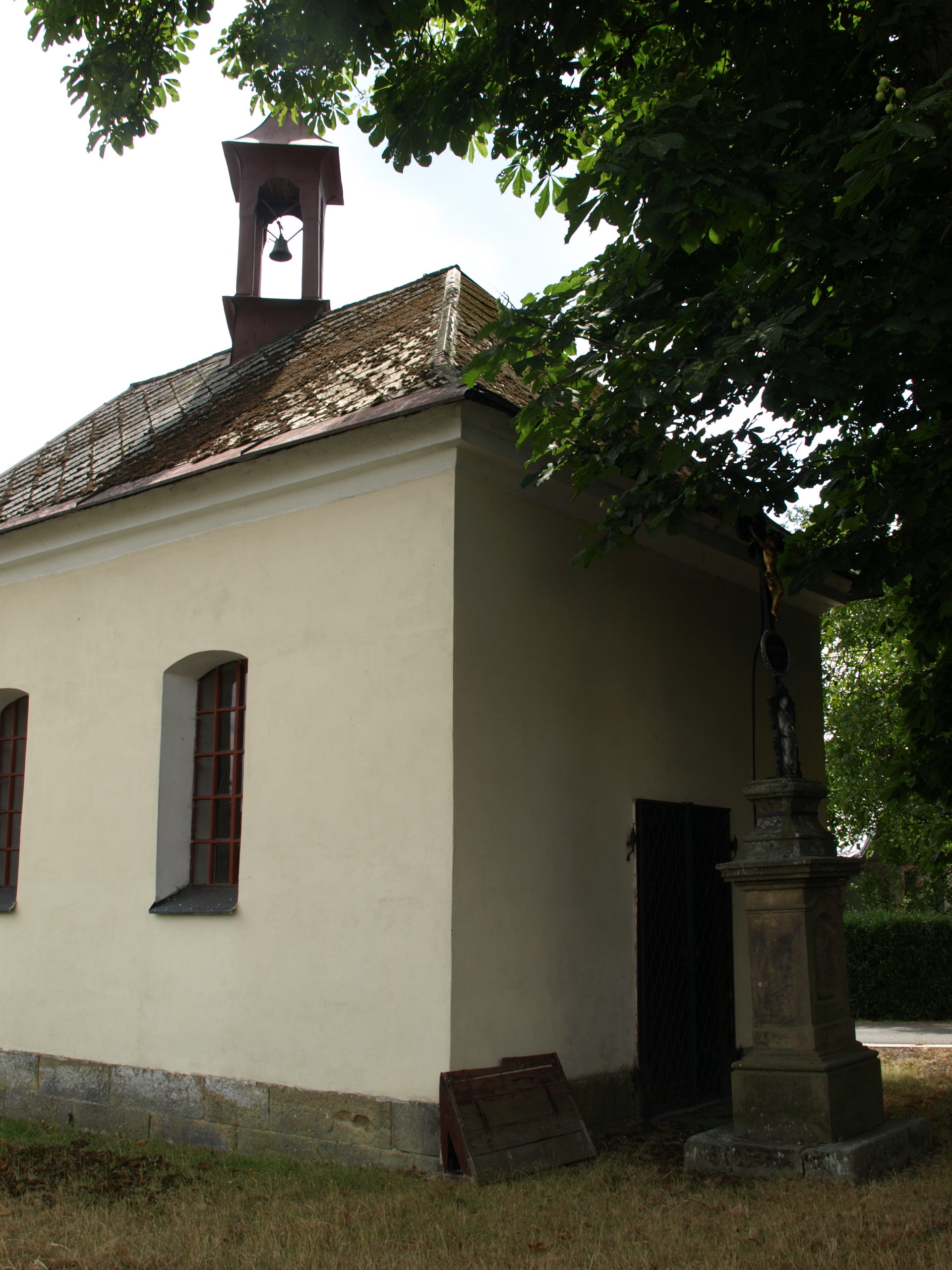
Kaple